# Стол хлебов предложения

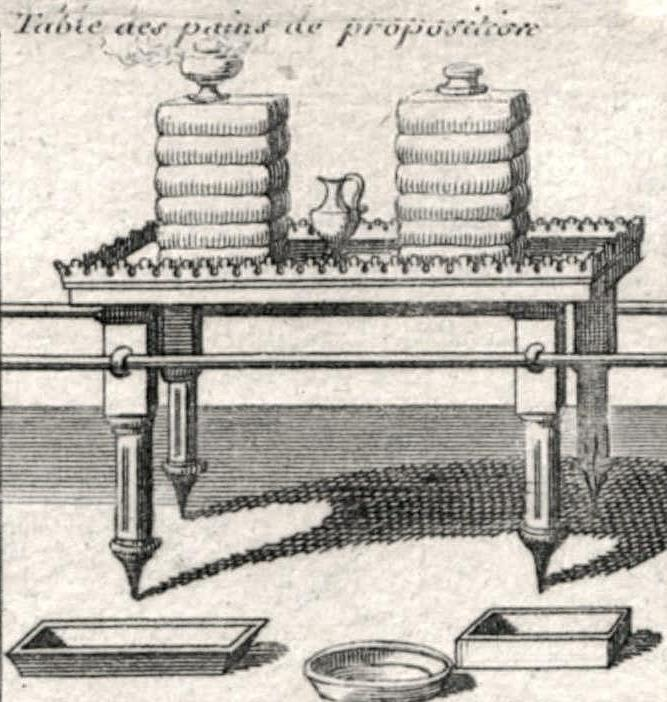
Стол хлебов предложения

Стол хлебов предложения (ивр. שולחן לחם הפנים‎, шульхан лехем ха-паним) — стол в Иерусалимском храме, на котором помещались 12 «хлебов предложения».

## Устройство
И сделай стол из дерева шитим, два локтя длина его и локоть ширина его, и полтора локтя вышина его. И обложи его золотом чистым, и сделай к нему венец золотой кругом. И сделай к нему раму в ладонь кругом, и венец золотой сделай к раме его кругом. И сделай для него четыре кольца золотых, и прикрепи кольца на четырех углах у четырех ножек его. Против рамы да будут кольца вместилищами для шестов, чтобы носить стол. И сделай шесты из дерева шиттим, и обложи их золотом, и посредством их носим будет стол. И сделай блюда его и ложки его, и чаши его, и кружки его, которыми возливают; из золота чистого сделай их. И возлагай на этот стол хлеб предложения предо Мною постоянно.
— Исх. 25:23-30
Стол хлебов предложения был сделан из дерева, покрытого листовым золотом. Стол был 1.5 локтя (78 см) в высоту, а размеры его столешницы составляли 2×1 локтя (приблизительно 105×52 см). По её углам были прикреплены золотые кольца, в которые при транспортировке вставляли позолоченные шесты.
Над поверхностью Стола размещались пять полок для хлебов предложения. Все полки и сам Стол поддерживались целой системой золотых опор, соединённых с продольной стороной Стола и поднимавшихся от подножия Стола до верха полок. Они были закреплены в пяти местах над поверхностью Стола. Каждая трубчатая решетка между рядами хлебов поддерживалась шестью выступами (а верхняя полка — четырьмя выступами). Полки представляли собой решетки из половинок полых золотых трубок, рассечённых продольно. В каждом ряду было три таких трубки, на которых стояла форма с хлебом. На столе находились также два небольших сосуда с благовониями для воскурений (которые сжигались по Субботам в момент, когда хлебы убирали со Стола). Стол никогда не должен был оставаться пустым. Хлеба предложения оставались на Столе, даже когда евреи находились в пути.
В Скинии Стол находился направо от входа, на расстоянии 5 локтей от парохет (завесы, закрывающей Святая святых) и 2.5 локтя от северной стены. Его устройство отличалось в Скинии и потом в храмах, Первом и Втором.
В Храме Соломона помещались десять золотых столов хлебов предложения в два ряда вдоль северной стены.

## Хлебы предложения
И возьми тонкой пшеничной муки, и испеки из неё двенадцать хлебов; две десятых эйфы пойдут на один хлеб. И положи их в два ряда, по шести в ряд, на чистом столе пред Господом. И положи на каждый ряд чистой левоны, и будет это при хлебе в память, в жертву Господу. В каждый день субботний должно раскладывать их пред Господом, постоянно: [это] от сынов Исраилевых в завет вечный. И будет [это] для Аарона и сынов его, и они должны есть его на святом месте, ибо это святая святых для него из жертв Господних — постановление вечное.
— Лев. 24:5–9
Каждую пятницу в железных формах выпекались 12 хлебов предложения (по одному от каждого израильского колена). Эти хлебы были не квасные, а пресные. Во время странствия по пустыне хлебами предложения называли испечённую манну. Мера муки для каждого хлеба равнялась примерно 9,84 л. Затем их помещали в золотые формы. В Субботу их помещали на Стол, убирая оттуда хлебы, лежавшие там с предыдущей недели. Два хлеба клали прямо на поверхность Стола. Остальные десять располагались над Столом на пяти полках, по два на каждой полке. Хлебы клали на полки в золотых формах. Хлебы, взятые со стола предложения по истечении недели, принадлежали священникам, которые должны были есть их только в святом месте.
По одному из мнений, эти хлебы (лехем а-паним, букв. «хлеб лиц») были названы так из-за своей формы, поскольку у каждого из них было как бы «два лица» (паним) — боковые грани хлебов имели форму квадратов, два противолежащих края которых загибались кверху. Другой вариант перевода: «хлеб, помещаемый перед [Божьим] Присутствием». Третий, «хлеб, присущий великой личности».
Современное использование двух витых булок (хала) во время церемонии освящения Субботы и праздников (לֶחֶם מִשְׁנֶה, лэхем мишне) не связано с хлебами предложения, а основано на традиции, ведущей своё происхождение от двойной порции манны, которую собирали евреи в пустыне каждую пятницу, во время подготовки к Субботе.